# Сень Іван Порфирійович
Іван Порфирійович Сень (нар. 10 березня 1928, Широка Долина) — митець фаянсу на Будянському порцеляновому заводі, родом з Полтавщини; сервізи, миски, тарілки, куманці, вази; розписи виконані переважно підполив'яними солями.